# Freedom Pils
Freedom Pils is een Belgische pils die sinds 2001 op de markt is. Het bier wordt gebrouwen door Alken-Maes. Het is een ondergistend, goudgeel bier met een alcoholpercentage van 5,2%.